# Dogo (Niger)
Dogo est une localité et une commune rurale du Niger, département de Mirriah, région de Zinder.

## Géographie
La localité de Dogo est située à 33 km au sud-ouest du chef-lieu départemental Mirriah. 
| Droum   | Zinder V |         |
| Doungou | Dogo     | Gouna   |
| Yaouri  | Bandé    | Dungass |

## Histoire
La commune rurale de Dogo instaurée en 2002, est issue du canton de Dogo.

## Population
Lors du recensement général de 2012, la population communale est relevée à 113 447 habitants, dont 10 218 habitants pour la localité principale.

## Localités
La commune s'étend sur 76 villages, 114 hameaux et 27 camps au sud-ouest du département de Mirriah.

## Services et infrastructures
- Centre de Santé Intégré (CSI) à Dogo, Korama et Gojo-Gojo[5].
- Collège d'enseignement général (CEG) à Dogo et Gada Garin Gjadi.
- Centre de formation des métiers (CFM) à Dogo.